# Tantum ergo, WAB 44
Tantum ergo, WAB 44, est la dernière des huit mises en musique de l'hymne Tantum ergo composée par Anton Bruckner vers 1854.

## Historique
Bruckner a composé ce motet vers 1854 durant de son séjour à l'Abbaye de Saint-Florian. Le manuscrit original est perdu. Une partition autographe pour les voix est archivée à l'Abbaye.
Le motet, qui a d'abord été publié dans le Volume II/2, p. 256–258 de la biographie Göllerich/Auer, est édité dans le Volume XXI/18 de la Bruckner Gesamtausgabe.

## Musique
La partition de l'œuvre de 29 mesures en si bémol majeur, éditée dans l'actuelle Bruckner Gesamtausgabe, est conçue pour chœur mixte, 2 violons, 2 trompettes et orgue.
Le 25 juin 2017, la première d'une édition par Benjamin-Gunnar Cohrs, destinée à être incluse dans la Anton Bruckner Urtext Gesamtausgabe, avec "reconstruction" des parties de l'alto, du violoncelle, de la contrebasse, et ajout de timbales a été exécutée par Łukasz Borowicz avec le RIAS Kammerchor et l'Akademie für Alte Musik Berlin.

## Discographie
Il n'y a que trois enregistrements de ce dernier Tantum ergo :
- Richard Proulx, Cathedral Singers and Chamber Orchestra, Rediscoverd Masterpieces – CD : GIA 515, 1998
- Thomas Kerbl, Chorvereinigung Bruckner 09, Anton Bruckner Chöre/Klaviermusik – CD : LIVA 034, 2009
- Łukasz Borowicz, RIAS Kammerchor, Akademie für Alte Musik Berlin, Raphael Alpermann (orgue), Anton Bruckner – Missa solemnis –  CD: Accentus ACC 30429, 2017 (Édition Cohrs)

## Sources
- August Göllerich, Anton Bruckner. Ein Lebens- und Schaffens-Bild, vers 1922 – édition posthume par Max Auer, G. Bosse, Ratisbonne, 1932
- Anton Bruckner – Sämtliche Werke, Band XXI: Kleine Kirchenmusikwerke, Musikwissenschaftlicher Verlag der Internationalen Bruckner-Gesellschaft, Hans Bauernfeind et Leopold Nowak (Éditeurs), Vienne, 1984/2001
- Cornelis van Zwol, Anton Bruckner 1824-1896 – Leven en werken, uitg. Thot, Bussum, Pays-Bas, 2012.  (ISBN 978-90-6868-590-9)